# Alexandra Roach
Alexandra Elizabeth Roach (Ammanford, 20 agosto 1987) è un'attrice britannica.

## Filmografia parziale

### Cinema
- The Iron Lady, regia di Phyllida Lloyd (2011)
- Anna Karenina, regia di Joe Wright (2012)
- Private Peaceful, regia di Pat O'Connor (2012)
- Trap for Cinderella, regia di Iain Softley (2013)
- One Chance - L'opera della mia vita (One Chance), regia di David Frankel (2013)
- Cuban Fury, regia di James Griffiths (2014)
- Testament of Youth, regia di James Kent (2014)
- Il cacciatore e la regina di ghiaccio (The Huntsman: Winter's War), regia di Cedric Nicolas-Troyan (2016)
- Il ragazzo che diventerà re (The Kid Who Would Be King), regia di Joe Cornish (2019)
- A Guide to Second Date Sex, regia di Rachel Hirons (2019)
- This Is Christmas, regia di Chris Foggin (2022)

### Televisione
- The Suspicions of Mr Whicher - film TV (2011)
- The Thirteenth Tale - film TV (2013)
- Utopia - serie TV, 11 episodi (2013-2014)
- Vicious - serie TV, 2 episodi (2013-2015)
- Hunderby - serie TV, 10 episodi (2012-2015)
- No Offence - serie TV, 16 episodi (2015-2018)
- Sanditon - serie TV, 7 episodi (2019)
- Killing Eve - serie TV, 2 episodi (2020)
- Delitti in Paradiso (Death in Paradise) – serie TV, episodio 9x06 (2020)
- Viewpoint - miniserie TV, 5 episodi (2021)
- Y Golau - serie TV, 6 episodi (2022)
- Bodies - serie TV, 3 episodi (2023)